# مكشاف شعاع عبوري
مكشاف شعاع عبوري في الفيزياء (بالإنجليزية:Transition Radiation Detector ) هو عداد جسيمات يقيس الجسيمات السارية بسرعات قريبة من سرعة الضوء وذلك عند عبورها الحدود بين مادتين ذات سماحية كهربائية
{\displaystyle \epsilon } مختلفة ، حيث يطلق الجسيم السريع عند تعدية الحدود شعاعا معينا يمكن بواسطة معرفة نوع الجسيم.

## طريقة عمله
يستخدم شعاع العبور في فيزياء الجسيمات الأولية لقياس الجسيم وتعيين نوعه عندما تكون سرعته مقاربة من سرعة الضوء ، ويجري ذلك علي الأخص بالنسبة إلى الإلكترونات والهادرونات عنما تفوق طاقتهم 1 جيجا إلكترون فولت.
يستغل في ذلك خاصية تناسب شدة الشعاع مع معامل لورنز :
{\displaystyle \gamma ={\frac {E}{mc^{2}}}}
حيث:
E طاقة حركة الجسيم ،
m كتلة الجسيم ،
c سرعة الضوء.
عندما تكون طاقة الجسيمات معروفة (أي تقاس بطريقة أخرى مناسبة) . يمكن التعرف بواسطة مكشاف العبور على كتلة الجسيم وبالتالي تعيين نوعه .
ونظرا لأن عدد الأشعة الناتجة من مساحة الحد بين الوسطين ( مثال :بالنسبة لجسيمات لها
{\displaystyle \gamma =1000} ينتج في المتوسط فوتونا واحدا يمكن تسجيله) فيجهز المكشاف عادة من عدد كبير من الشرائح الرقيقة من مواد مختلفة السماحية الكهربية.
.
وتسقط الجسيمات المراد قياسها عموديا على سطح الطبقات ، فيتخللها الجسيم طبقة طبقة . كما يساعد التركيب الشرائحي للمكشاف على الاستفادة من ظاهرة التداخل . وزيادة عدد الأشعة الناتجة عن زيادة عدد الشرائح يكون محدودا بسبب تزايد امتصاص أشعة العبور في مادة المكشاف (وضياعها من التسجيل).

بأفتراض طاقة معينة للجسيمات :إذا كانت الجسيمات خفيفة ولها
{\displaystyle \gamma } كبيرة فهي تصدر كثيرا من الفوتونات ، أما إذا كانت الجسيمات ثقيلة فتكون {\displaystyle \gamma } صغيرة وبالتالي تصدر الجسيمات الثقية عددا صغيرا من الفوتونات . هذا يسمح بالتفرقة بين جسيمات خفيفة (احتمال أكبر لاصارها أشعة ) وجسيمات ثقيلة (احتمال أقل لإصدرها أشعة).
أشعة العبور هذه تكون في نطاق الأشعة السينية ويستخدم عدادات الغاز لتسجيلها ( مثل غرفة متعددة الأسلاك ) MPGD ،حيث يثبت هذا العداد خلف مرصوص الشرائح أو يمكن أن تحيط الغرف الغازية بمرصوص الشرائح لتسجيل الأشعة السينية الناتجة فيه.

## اقرأ أيضا
- مطياف ألفا المغناطيسي
- عداد جسيمات
- تجربة أليس
- انبوب جايجر-مولر
- عداد شرائح رقيقة